# Деспот Воде
Деспот Воде (справжнє ім'я Іоан Якоб Гераклід, рум. Деспот Воде, грец. Ἰωάννης Ἰάκωβος Ἡρακλείδης; 18 листопада 1511 — 5 листопада 1563) — грецький солдат, господар Молдавського князівства з 18 листопада 1561 року по 5 листопада 1563 року.
Іоан Якоб Гераклид народився на одному з грецьких островів (можливо, Крит або Самос). Багато подорожував по Європі, воював як найманець, прийняв протестантизм.
В 1556 році вступив на службу до Олександра Лопушанина, видаючи себе за родича його дружини Роксанди. Через зв'язки зі змовниками був змушений покинути країну, але потім при підтримці Габсбургів і бояр, які були незадоволені жорсткою політикою Лопушанина, зібрав військо найманців і, перемігши Лопушанина в битві біля Вербії, зійшов на Молдавський престол.
Гераклід пообіцяв платити підвищену данину Туреччині, домігшись цим від Турецького султана підтвердження свого права на заняття престолу. Для сплати дані та платні найманцям він збільшив податки, чим викликав загальну народну ненависть і прізвисько Деспот Воде, під яким і залишився в історії. Григорій Уреке писав, що він «наклав на країну великі тяготи, обібрав церкви, а срібло з них перелив на гроші і робив таке, чого країна не бачила». Деспот Воде насаджував чужі жителям Молдавського князівства традиції, протегував протестантам, чим настроїв проти себе і духовенство.
1563 року спалахнуло масове селянське повстання. Бояри ж організували чергову змову, несподівано перебили всіх найманців Деспота Воде. Господар сховався із залишками особистої охорони в Сучавській фортеці і більш ніж три місяці тримав оборону, поки не був виданий найманцями. Глава Бояр, гетьман Томша особисто забив Деспота Воде до смерті палицями і став господарем, прийнявши ім'я Стефан.